# 肾茶属
肾茶属（学名：Clerodendranthus）是唇形科下的一个属，为多年生草本植物，有时为半灌木状植物。该属共有约5种，分布于东南亚至澳大利亚。
属名Clerodendranthus属名由clerodendron（赪桐属）与anthos（花）的合成词，指花的外形与赪桐属植物类似。